# Brutal Begude
Brutal Begude е френска RAC група, основана през 1995 година в Марсилия.

## Състав
- Paul Scholes – вокал, китара
- Luca Toni – вокал
- Svart – барабани

## Дискография
- 2005 – Radikal Musik
- 2006 – Forever Ours